# Saturnia borealis
Saturnia borealis är en fjärilsart som beskrevs av Rudolf Rangnow 1935. Saturnia borealis ingår i släktet Saturnia och familjen påfågelsspinnare. Inga underarter finns listade.